# PGA Tour 2008
Navigation
Édition précédente Édition suivante
Le PGA Tour 2008 a débuté le 3 janvier 2008 pour s'achever le 9 novembre 2008. La saison consiste en 47 tournois incluant les quatre tournois majeurs et trois championnats du monde. 

## Palmarès
| Date               | Tournoi                               | Lieu             | Vainqueur          |
| ------------------ | ------------------------------------- | ---------------- | ------------------ |
| 3-6 janv.          | Championnat Mercedes-Benz             | Hawaii           | Daniel Chopra      |
| 10-13 janv.        | Sony Open d'Hawaii                    | Hawaii           | Choi Kyung-Ju      |
| 16-20 janv.        | Bob Hope Chrysler Classic             | Californie       | D.J. Trahan        |
| 24-27 janv.        | Buick Invitational                    | Californie       | Tiger Woods        |
| 31 janv.-1er févr. | FBR Open                              | Arizona          | J.B. Holmes        |
| 7-10 févr.         | AT&T Pebble Beach National Pro-Am     | Californie       | Steve Lowery       |
| 14-17 févr.        | Northern Trust Open                   | Californie       | Phil Mickelson     |
| 21-24 févr.        | Accenture Match Play Championship     | Arizona          | Tiger Woods        |
| 22-25 févr.        | Mayakoba Classic                      | Mexique          | Brian Gay          |
| 28 févr.-2 mars    | The Honda Classic                     | Floride          | Ernie Els          |
| 6-9 mars           | PODS Championship                     | Floride          | Sean O'Hair        |
| 13-16 mars         | Arnold Palmer Invitational            | Floride          | Tiger Woods        |
| 20-23 mars         | WGC-CA Championship                   | Floride          | Geoff Ogilvy       |
| 20-23 mars         | Open de Porto Rico                    | Porto Rico       | Greg Kraft         |
| 27-30 mars         | Zurich Classic de la Nouvelle-Orléans | Louisiane        | Andrés Romero      |
| 3-6 avr.           | Shell Houston Open                    | Texas            | Johnson Wagner     |
| 10-13 avr.         | The Masters                           | Géorgie          | Trevor Immelman    |
| 17-20 avr.         | Verizon Heritage                      | Caroline du Sud  | Boo Weekley        |
| 24-27 avr.         | EDS Byron Nelson Championship         | Texas            | Adam Scott         |
| 1er-4 mai          | Wachovia Championship                 | Caroline du Nord | Anthony Kim        |
| 8-11 mai           | The Players Championship              | Floride          | Sergio García      |
| 15-18 mai          | AT&T Classic                          | Géorgie          | Ryuji Imada        |
| 22-25 mai          | Crowne Plaza Invitational at Colonial | Texas            | Phil Mickelson     |
| 29 mai - 1er juin  | Memorial Tournament                   | Ohio             | Kenny Perry        |
| 5-8 juin           | Stanford St. Jude Championship        | Tennessee        | Justin Leonard     |
| 12-15 juin         | US Open                               | Californie       | Tiger Woods        |
| 19-22 juin         | Travelers Championship                | Connecticut      | Stewart Cink       |
| 26-29 juin         | Buick Open                            | Michigan         | Kenny Perry        |
| 3-6 juil.          | AT&T National                         | Maryland         | Anthony Kim        |
| 10-13 juil.        | John Deere Classic                    | Illinois         | Kenny Perry        |
| 17-20 juil.        | British Open                          | Royaume-Uni      | Padraig Harrington |
| 17-20 juil.        | U.S. Bank Championship de Milwaukee   | Wisconsin        | Richard S. Johnson |
| 24-27 juil.        | Canadian Open                         | Canada           | Chez Reavie        |
| 31 juil.-3 août    | WGC-Bridgestone Invitational          | Ohio             | Vijay Singh        |
| 31 juil.-3 août    | Reno-Tahoe Open                       | Nevada           | Parker McLachlin   |
| 7-10 août          | USPGA                                 | Michigan         | Pádraig Harrington |
| 14-17 août         | Wyndham Championship                  | Caroline du Nord | Carl Pettersson    |
| 21-24 août         | Barclays Classic                      | New York         | Vijay Singh        |
| 29 août - 1er sep. | Deutsche Bank Championship            | Massachusetts    | Vijay Singh        |
| 4-7 sep.           | BMW Championship                      | Missouri         | Camilo Villegas    |
| 18-21 sep.         | Viking Classic                        | Mississippi      | Will MacKenzie     |
| 25-28 sep.         | THE TOUR Championship                 | Géorgie          | Camilo Villegas    |
| 2-5 oct.           | Turning Stone Resort Championship     | New York         | Dustin Johnson     |
| 9-12 oct.          | Valero Texas Open                     | Texas            | Zach Johnson       |
| 16-19 oct.         | Timberlake Open                       | Nevada           | Marc Turnesa       |
| 23-26 oct.         | Frys.com Open                         | Arizona          | Cameron Beckman    |
| 30 oct.-2 nov.     | Ginn sur Mer Classic                  | Floride          | Ryan Palmer        |
| 6-9 nov.           | Children's Miracle Network Classic    | Floride          | Davis Love III     |

## Classement des gains
| Rang | Joueur             | Pays       | Tournois disputés | Gains ($) |
| ---- | ------------------ | ---------- | ----------------- | --------- |
| 1    | Vijay Singh        | Fidji      | 23                | 6 601 094 |
| 2    | Tiger Woods        | États-Unis | 6                 | 5 775 000 |
| 3    | Phil Mickelson     | États-Unis | 21                | 5 118 875 |
| 4    | Sergio García      | Espagne    | 19                | 4 858 224 |
| 5    | Kenny Perry        | États-Unis | 26                | 4 663 794 |
| 6    | Anthony Kim        | États-Unis | 22                | 4 656 265 |
| 7    | Camilo Villegas    | Colombie   | 22                | 4 422 641 |
| 8    | Pádraig Harrington | Irlande    | 15                | 4 313 551 |
| 9    | Stewart Cink       | États-Unis | 22                | 3 963 661 |
| 10   | Justin Leonard     | États-Unis | 25                | 3 943 542 |

- Liste complète sur le site de la PGA Tour.

## Awards
| Trophée                                                 | Vainqueur          | Pays      |
| ------------------------------------------------------- | ------------------ | --------- |
| PGA Tour Player of the Year (Jack Nicklaus Trophy)      | Pádraig Harrington | Irlande   |
| PGA Player of the Year                                  | Pádraig Harrington | Irlande   |
| Vainqueur du classement des gains (Arnold Palmer Award) | Vijay Singh        | Fidji     |
| Trophée Vardon                                          | Sergio García      | Espagne   |
| Byron Nelson Award                                      | Sergio García      | Espagne   |
| Rookie of the Year                                      | Andrés Romero      | Argentine |